# Pantano de Taupo
El pantano de Taupo (en inglés: Taupo swamp) posee aproximadamente 25 hectáreas (61,7 acres) de tierras bajas pantanosas de agua dulce, que se clasifican como un lodazal topogeneous, situado a tres kilómetros (1,8 millas) al norte de Plimmerton y a 20 kilómetros al norte-noreste de la ciudad de Wellington, en Nueva Zelanda. El pantano de Taupo es el hogar de vegetación en gran parte nativa como juncos, linos, helechos, arbustos, plantas herbáceas y gramíneas. El pantano es visible desde la carretera estatal 1 y desde la vía principal del ferrocarril de la isla norte.
A finales de 1800 se recogía lino del pantano y se procesaba en Foxton, actividad que continuó hasta mediados de 1900.